# Jeff Cross
Jeffrey Andrew "Jeff" Cross (Chicago, Illinois, 1 de septiembre de 1961) es un exjugador de baloncesto estadounidense que disputó una temporada en la NBA, además de jugar en la CBA y en la Liga ACB. Con 2,08 metros de estatura, jugaba en la posición de ala-pívot.

## Trayectoria deportiva

### Universidad
Jugó durante cuatro temporadas con los Black Bears de la Universidad de Maine, en las que promedió 13,4 puntos y 8,9 rebotes por partido. En 1983 fue elegido Jugador del Año de la ECAC North. Al año siguiente lideró la conferencia en rebotes y tapones, que le colocó en el segundo mejor quinteto de la competición.

### Profesional
Fue elegido en la sexagésimo primera posición del Draft de la NBA de 1984 por Dallas Mavericks, donde no encontró hueco en el equipo, comenzando la temporada en la CBA para terminarla en el Caja de Ronda de la liga ACB, donde promedió 13,2 puntos y 8,9 rebotes por partido.
Al año siguiente los Nuggets lo traspasaron a los Philadelphia 76ers, quienes finalmente lo descartaron. Regresó a la CBA hasta que en enero de 1986 formó por diez días con Los Angeles Clippers, que finalmente le renovaron hasta final de temporada, disputando 21 partidos en los que promedió 1,2 puntos y 1,4 rebotes. Acabó su carrera jugando dos temporadas en los Charleston Gunners.

## Estadísticas de su carrera en la NBA

### Temporada regular
| Temporada | Edad | Equipo               | Liga | P  | TIT | MIN | TC  | TCA | %TC  | 3P  | 3PA | %3P | TL  | TLA | %TL  | R.OF. | R.DEF. | REB | ASIS | ROB | TAP | PER | FP  | PTS |
| 1985-86   | 24   | Los Angeles Clippers | NBA  | 21 | 0   | 6.1 | 0.3 | 1.1 | .250 | 0.0 | 0.0 |     | 0.7 | 1.2 | .560 | 0.4   | 1.0    | 1.4 | 0.0  | 0.1 | 0.1 | 0.3 | 1.8 | 1.2 |
| Total     |      |                      | NBA  | 21 | 0   | 6.1 | 0.3 | 1.1 | .250 | 0.0 | 0.0 |     | 0.7 | 1.2 | .560 | 0.4   | 1.0    | 1.4 | 0.0  | 0.1 | 0.1 | 0.3 | 1.8 | 1.2 |